# Биомедицинско инженерство
Биомедицинско инженерство или медицински инжинеринг, биомедицинска техника е приложението на принципите, дизайна и методологиите на инженерните науки в областта на медицината и биологията с медицинска цел и в здравеопазването с цел опазване на здравето на хората (като диагностика и терапия, включително научно-изследователска работа и разработки). Това направление на науката и техниката има за задача да приближи максимално техническите науки и медицината с цел повишаването на качеството на оказваната медицинска помощ, включващо диагностиката, мониторинга и лечението на заболяванията.
В голямото многообразие на проблеми се развиват различни самостоятелни области на биомедицинското инженерство.

## Тъканно инженерство
При тъканното инженерство обикновено се вземат клетки от орган на донора и размножават в лабораторни условия инвитро. В зависимост от вида на клетките те могат да се размножават двуразмерно или триразмерно (обемно). След това могат да бъдат трансплантирани или ретрансплантирани в донора.